# Licania pallida
Licania pallida är en tvåhjärtbladig växtart som beskrevs av Paul Antoine Sagot och Richard Spruce. Licania pallida ingår i släktet Licania och familjen Chrysobalanaceae. Inga underarter finns listade i Catalogue of Life.